# Usambarawever
De usambarawever (Ploceus nicolli) is een zangvogel uit de familie Ploceidae (wevers en verwanten).Het is een bedreigde/kwetsbare, endemische vogelsoort in Tanzania. De vogel werd in 1931 geldig beschreven door William Lutley Sclater en vernoemd naar Micheal John Nicoll.

## Kenmerken
De vogel is 13 tot 14 cm lang. De vogel is dofzwart van boven en heeft een donkerbruin kop. Bij het mannetje zit op de keel een oranje bruine vlek die geleidelijk overgaat in een heldergele borst en buik. Bij het vrouwtje ontbreekt deze oranjebruine vlek en is de kop egaal dof donkergrijs.

## Verspreiding en leefgebied
Deze soort is endemisch in oostelijk Tanzania en telt twee ondersoorten:
- P. n. nicolli: Usambaragebergte.
- P. n. anderseni: Ulugurugebergte en Udzungwagebergte.

Het leefgebied is groenblijvend loofbos en bosranden op 900 tot 2200 m boven zeeniveau, soms ook wel agrarisch landschap mits daar nog grote bomen staan.

## Status
De usambarawever heeft een sterk versnipperd verspreidingsgebied en daardoor is de kans op uitsterven aanwezig. De grootte van de populatie werd in 2016 door BirdLife International geschat op 1000 tot 2000 individuen en de populatie-aantallen nemen af door habitatverlies. De leefgebieden, vooral de lager gelegen delen,  worden aangetast door ontbossing waarbij natuurlijk bos wordt omgezet in gebied voor agrarisch gebruik en menselijke bewoning. Alleen in lastig toegankelijke, hoger gelegen locaties en natuurreservaten komt de vogel nog voor. Om deze redenen staat deze soort als bedreigd op de Rode Lijst van de IUCN.